# Alecrim (Natal)
Alecrim é um bairro da cidade de Natal, capital do estado brasileiro do Rio Grande do Norte. É um dos bairros mais populares e antigos de Natal. Também é considerado o centro comercial de Natal.

## Breve História do Bairro
Segundo o historiador Luís da Câmara Cascudo, o antigo bairro do Alecrim era um local descampado, terra de roçados de mandioca e milho. Existiam umas quatro casinhas de taipa, cobertas de palha e sem reboco, denominadas capuabas, estavam distantes cerca de uma légua quadrada.

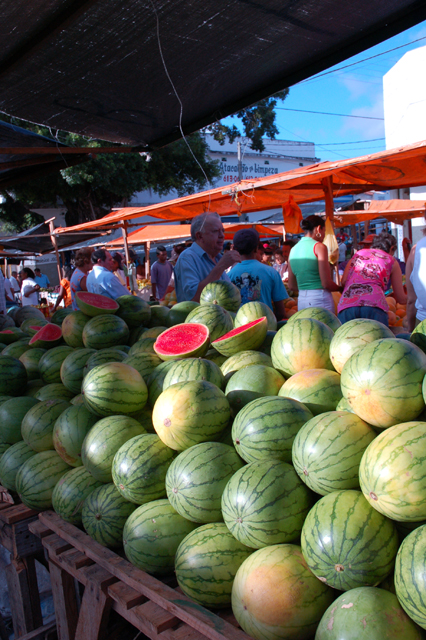
Feira do Alecrim, Natal, RN, Brasil

O Alecrim já foi chamado de Refoles, Alto da Santa Cruz e Cais do Sertão. Um dos marcos da ocupação das terras que originaram o bairro Alecrim foi a inauguração do Cemitério Público, em 1856, pelo Presidente da Província, Antônio Bernardo de Passos por causa de uma epidemia da cólera que aumentou a mortalidade geral da cidade.
Em 1882, o Presidente Francisco de Gouveia Cunha Barreto colocou a primeira pedra do Lazareto da Piedade, mais tarde Hospital dos Alienados. Nessa época, o Alecrim era uma capoeira por onde passava a estrada velha dos Guarapes, que dava acesso ao sertão.
A Praça Pedro II teve o privilégio das primeiras filas de casas. Conta-se que ali morava uma senhora (Ana Alecrim) que costumava enfeitar com ramos de alecrim os caixões dos “anjinhos” enterrados no cemitério, daí a origem do topônimo. Outra versão fala da abundância de alecrim-do-campo nesta área. Mas, a criação deste, considerado o quarto bairro de Natal, deu-se somente em 23 de outubro de 1911.
O perfil do bairro começou a ser delineado a partir da administração do Prefeito Omar O'Grady, que, em 1929, convidou o arquiteto italiano Giacomo Palumbo, para traçar o Plano de Sistematização para expansão urbana da cidade. Conta-se que Palumbo, sob a influência da cultura americana, desenhou um traçado com avenidas e ruas largas, as quais registravam com números. Da Avenida 1 até a Avenida 12, houve a associação da numeração com o nome de personagens históricos, intercalados com nomes de tribos.
A tradicional feira do Alecrim foi criada informalmente por José Francisco, natural da Paraíba e morador de São José do Mipibu ainda na década de 20. No início, a feira funcionava aos domingos embaixo de uma mangueira na atual avenida Amaro Barreto. No dia 23 de março de 1957, Câmara Cascudo apresentou José Francisco como o idealizador da feira, mas só no ano seguinte a Câmara Municipal de Natal aprovou a Lei para o funcionamento da feira e uma placa de bronze foi fixada na rua Nove.
Em 1941, durante a Segunda Guerra Mundial, com a instalação da Base Naval de Natal, o bairro teve acelerado o seu processo de urbanização, quando se registra um aumento da população com a vinda de pessoas do sertão, e de outras regiões, para negócios na capital.
Oficializado como bairro pela Lei Nº. 251, de 30 de setembro de 1947, na administração do Prefeito Sílvio Pedrosa, teve seus limites redefinidos pela Lei nº. 4.330, de 05 de abril de 1993, oficializada quando da sua publicação no Diário Oficial do Estado em 7 de setembro de 1994.
A vida cultural do Alecrim registra a existência de cinemas, até a década de 80, que, gradativamente, foram fechados: o São Luiz, o São Pedro, o São Sebastião, o Paroquial e o Olde. Nos carnavais, a cidade se voltava para ver os desfiles dos corsos (carros alegóricos dos carnavais do passado) que se realizavam nas ruas Sílvio Pélico, Amaro Barreto e adjacências.
O bairro teve, em sua história, como um dos principais pontos de encontro o bar Quitandinha na Praça Gentil Ferreira, local de “bate papo”, onde boêmios varavam as madrugadas, desde a época da Segunda Guerra Mundial.

## Relógio do Alecrim
Em 1966, o Rotary Club do Alecrim deu de presente a praça  um relógio. O Rotary tinha como objetivo prestar um serviço a população, que na época não tinha condições de comprar um relógio. O relógio do Alecrim é referência para 92% das pessoas que passam pelo local.Em 2011, após 45 anos de uso, o Rotary Club do Alecrim trocou o relógio antigo por um novo, em comemoração ao centenário o bairro do Alecrim.

## Principais edificações
- SENAC Alecrim

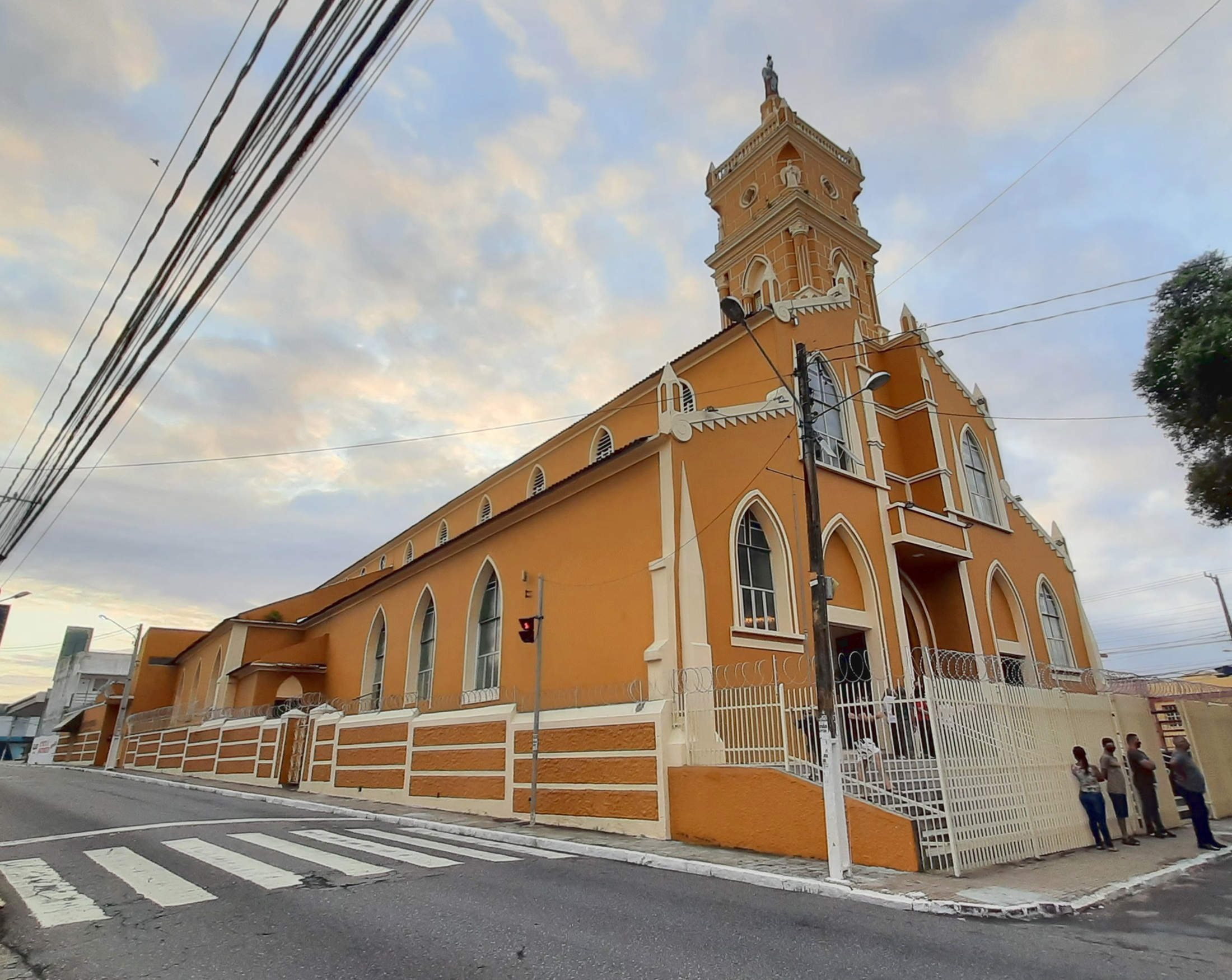
Igreja Matriz de São Pedro

- Teatro Municipal Sandoval Wanderley
- Mercado Público do Alecrim
- Mercado Público da Pedra
- Escola Municipal Juvenal Lamartine
- Instituto Ary Parreiras
- Colégio Nossa Senhora das Neves
- Escola Estadual Padre Miguelinho
- Escola Estadual Professor João Tibúrcio
- Base Almirante Ary Parreiras (Marinha)
- Shopping Shopping 10
- Instituto Sagrada Família
- Igreja Matriz de São Pedro Apóstolo
- Praça Gentil Ferreira
- Centro Clínico da Polícia Militar
- Assembleia de Deus no RN - Templo Central
- Hospital Professor Luiz Soares (Policlínica)
- Centro de Saúde do Alecrim
- 3ª Delegacia de Polícia Civil[4]
- Delegacia Especializada em Falsificações e Defraudações - DEFD
- Camelodromo de Natal
- Escola Municipal Joaquim Honorio e João XXIII